# Villa Mehmet-Kapandji
La villa Mehmet-Kapandji (en grec moderne : Βίλα Μεχμέτ Καπαντζή) est une villa historique construite à la fin du XIXe siècle à Thessalonique, en Grèce. Elle est située au 108 avenue de la Reine Olga (el), dans l'ancien quartier des Campagnes. Elle abrite depuis 1989 différents organismes culturels de la Banque nationale de Grèce.

## Histoire

### L'une des résidences familiales des Kapandji
Mehmet Kapandji (1839–1924), membre de la communauté Dönme, des Juifs convertis à l'Islam au XVIIe siècle, a fait fortune dans la banque,. Président de la Chambre de commerce de Thessalonique (el), il est l'une des personnalités les plus influentes et le musulman le plus riche de la ville en 1906. Aîné d'une fratrie de huit enfants, ses frères Ahmet et Yusuf participent eux-aussi à la richesse du clan Kapandji dans les secteurs bancaire et textile,. 
Au cours des années 1890, Mehmet Kapandji commandite une villa de bord de mer dans le quartier prisé d'Hamidiye, alors en pleine expansion, situé hors les murs au sud-est du centre-ville. L'imposante demeure est édifiée sur un terrain de 4 000 m2 au bord du golfe Thermaïque. Elle est signée par l'architecte italien Pietro Arrigoni (en), qui réalise quelques années plus tard une autre villa 300 mètres plus au nord de l'avenue pour le compte d'Ahmet et de Yusuf. Sa construction est estimée à 40 000 souverains or, une somme considérable pour l'époque.

### Du rattachement à la Grèce au traité de Lausanne
Le prince Nicolas de Grèce, gouverneur de Thessalonique après l'entrée des troupes grecques dans la cité au cours de la première guerre balkanique, séjourne dans la villa en compagnie de son épouse entre la fin de l'année 1912 et le début de l'année suivante,. Le 19 mai 1913, un traité d'alliance entre le royaume de Grèce et le royaume de Serbie, qui prévoit un partage équitable de la Macédoine, est signé à la villa Mehmet-Kapandji,.
En septembre 1916 et l'année suivante, le bâtiment sert de résidence à Elefthérios Venizélos, membre du « triumvirat national » aux côtés de Panagiótis Danglís et Pávlos Koundouriótis dans le cadre du Gouvernement provisoire de défense nationale,. Essad Pacha, figure politique albanaise de l'époque, est reçu en 1917 et des familles de victimes du grand incendie de Thessalonique sont également hébergées en ces murs. 
De 1918 à 1922, la famille d'Haimaki Cohen, député de Trikala, loge au deuxième étage de la bâtisse toujours en partie occupée par les Kapandji,.

### Du rachat par la Banque nationale aux fonctions culturelles
Les échanges de biens et de populations entre la Grèce et la Turquie, conséquences du traité de Lausanne en 1923, contraignent la plupart des membres de la famille Kapandji à l'émigration. Mehmet meurt en 1924, à la veille de son départ forcé. Après avoir accueilli pendant plusieurs années des réfugiés d'Anatolie, la villa est achetée en 1928 par la Banque nationale de Grèce pour un montant de 4 001 000 drachmes. L'institution la loue pendant dix ans à la Foundation Company, société américaine chargée de travaux de génie civil en Macédoine-Centrale.
À partir de 1938, l'édifice abrite un lycée pour garçons. Peu de temps après, le lieu est toutefois réquisitionné durant la guerre italo-grecque pour servir de boulangerie militaire puis saisi par l'armée allemande lors de l'occupation par le Troisième Reich, avant de fonctionner brièvement comme quartier général de l'armée britannique au cours de l'été 1945,. La villa Mehmet-Kapandji est ensuite rendue aux fonctions éducatives jusqu'en 1972, date du début d'une décennie d'abandon.
De 1982 à 1988, d'importants travaux de restauration ont été conduits pour redonner à la bâtisse ses caractéristiques originelles. Le lieu ouvre en 1989 en tant que centre culturel pour la Grèce du Nord de la Banque nationale de Grèce. Concédé en 1997, il fonctionne depuis lors comme l'un des trois centres nationaux de la Fondation culturelle de l'institution bancaire,.

## Architecture
La villa Mehmet-Kapandji, parmi les premières grandes demeures construites dans le quartier des Campagnes, est un exemple de la tendance éclectique en vogue à Thessalonique à la fin du XIXe siècle, comme en témoignent d'autres réalisations environnantes de Pietro Arrigoni, parmi lesquelles la villa Bianca et la villa Modiano (en). Le monument combine des éléments de l'architecture ouest-européenne de l'époque, en particulier le style Art nouveau, avec des motifs caractéristiques d'Europe centrale. Le traitement du bois dans les parties sommitales et la forte pente de toit renvoient aussi à l'architecture des chalets.
L'édifice est composé d'un sous-sol, d'un rez-de-chaussée surélevé (aussi appelé premier étage), d'un étage surmonté d'un grenier et d'une tour à quatre niveaux située au nord. Cette dernière, ajourée à sa base, mesure 4,40 m de large et 6,60 m de long, tandis que le bâtiment principal fait 16,5 m de large, 19 m de long et 18 m de haut.
À chaque niveau, sept pièces rayonnent autour d'un espace central. L'intérieur présente des volumes complexes, marqués par un riche décor en boiseries et un escalier à double volée. Le sol des entrées est couvert de marbre, tandis que les salles de réception sont dotées de parquet. Les fresques d'origine du plafond des premier et deuxième étages ont presque entièrement disparues et le décor peint a été partiellement recomposé à partir des quelques échantillons préservés.